# Domingo Benegas
Domingo Benegas (Capiatá, 4 agosto 1946) è un ex calciatore paraguaiano, di ruolo centrocampista.

## Carriera
Con l'Atletico Madrid vinse la Liga nel 1973 e nel 1976, la Coppa di Spagna nel 1976 e la Coppa Intercontinentale nel 1975.